# Mistrovství Evropy v basketbalu mužů 1949
6. mistrovství Evropy  v basketbalu proběhlo v dnech 15. – 22. května v Káhiře v Egyptě.
Turnaje se zúčastnilo 7 týmů. Hrálo se v jedné skupině, systémem každý s každým. Mistrem Evropy se stalo družstvo Egypta.

## Výsledky a tabulka
|    |            | EGY   | FRA   | GRE   | TUR   | NED   | SYR   | LEB   | V | P | Skóre   | B  |
| 1. | Egypt      | ***   | 57:36 | 50:39 | 57:44 | 54:23 | 71:44 | 57:30 | 6 | 0 | 346:172 | 12 |
| 2. | Francie    | 36:57 | ***   | 41:36 | 47:33 | 58:25 | 56:22 | 43:26 | 5 | 1 | 281:199 | 11 |
| 3. | Řecko      | 39:50 | 36:41 | ***   | 54:41 | 46:28 | 49:45 | 45:36 | 4 | 2 | 269:241 | 10 |
| 4. | Turecko    | 44:57 | 33:47 | 41:54 | ***   | 38:24 | 43:33 | 48:41 | 3 | 3 | 247:256 | 9  |
| 5. | Nizozemsko | 23:54 | 25:58 | 28:46 | 24:38 | ***   | 40:37 | 34:22 | 2 | 4 | 174:255 | 8  |
| 6. | Sýrie      | 44:71 | 22:56 | 45:49 | 33:43 | 37:40 | ***   | 38:28 | 1 | 5 | 219:287 | 7  |
| 7. | Libanon    | 30:57 | 26:43 | 36:45 | 41:48 | 22:34 | 28:38 | ***   | 0 | 6 | 183:265 | 6  |

| 15. května 1949 20:45 | Zpráva | Řecko                      | 46 – 28 | Nizozemsko |  | Káhira Rozhodčí: Abdelazim Ashri (EGY), Géza Szilágyi (HUN) |
| 15. května 1949 20:45 | Zpráva | Skóre po poločasech: 21:11 |         |            |  | Káhira Rozhodčí: Abdelazim Ashri (EGY), Géza Szilágyi (HUN) |
| 15. května 1949 20:45 | Zpráva | Mattheou 8                 | Body    | Koper 10   |  | Káhira Rozhodčí: Abdelazim Ashri (EGY), Géza Szilágyi (HUN) |

| 16. května 1949 19:30 | Zpráva | Egypt                      | 71 – 44 | Sýrie    |  | Káhira Rozhodčí: Marcel Pfeuti (SUI), Zantout (LEB) |
| 16. května 1949 19:30 | Zpráva | Skóre po poločasech: 33:27 |         |          |  | Káhira Rozhodčí: Marcel Pfeuti (SUI), Zantout (LEB) |
| 16. května 1949 19:30 | Zpráva | Saleh 24                   | Body    | Kodsi 14 |  | Káhira Rozhodčí: Marcel Pfeuti (SUI), Zantout (LEB) |

| 16. května 1949 21:00 | Zpráva | Libanon                    | 36 – 45 | Řecko       |  | Káhira Rozhodčí: Andre Siener (FRA), Abdel Wahby (EGY) |
| 16. května 1949 21:00 | Zpráva | Skóre po poločasech: 14:24 |         |             |  | Káhira Rozhodčí: Andre Siener (FRA), Abdel Wahby (EGY) |
| 16. května 1949 21:00 | Zpráva | Arbagy 9                   | Body    | Mattheou 20 |  | Káhira Rozhodčí: Andre Siener (FRA), Abdel Wahby (EGY) |

| 16. května 1949 22:30 | Zpráva | Francie                    | 58 – 25 | Nizozemsko |  | Káhira Rozhodčí: Géza Szilágyi (HUN), Vittorio Ugolini (ITA) |
| 16. května 1949 22:30 | Zpráva | Skóre po poločasech: 30:13 |         |            |  | Káhira Rozhodčí: Géza Szilágyi (HUN), Vittorio Ugolini (ITA) |
| 16. května 1949 22:30 | Zpráva | Swidzinski 12              | Body    | Hille 8    |  | Káhira Rozhodčí: Géza Szilágyi (HUN), Vittorio Ugolini (ITA) |

| 17. května 1949 19:30 | Zpráva | Nizozemsko                 | 40 – 37 | Sýrie    |  | Káhira Rozhodčí: André Siéner (FRA), Aboul Scoud (EGY) |
| 17. května 1949 19:30 | Zpráva | Skóre po poločasech: 22:21 |         |          |  | Káhira Rozhodčí: André Siéner (FRA), Aboul Scoud (EGY) |
| 17. května 1949 19:30 | Zpráva | Hille 16                   | Body    | Kodsi 15 |  | Káhira Rozhodčí: André Siéner (FRA), Aboul Scoud (EGY) |

| 17. května 1949 21:00 | Zpráva | Francie                    | 43 – 26 | Libanon   |  | Káhira Rozhodčí: Marcel Pfeuti (SUI), Géza Szilágyi (HUN) |
| 17. května 1949 21:00 | Zpráva | Skóre po poločasech: 16:13 |         |           |  | Káhira Rozhodčí: Marcel Pfeuti (SUI), Géza Szilágyi (HUN) |
| 17. května 1949 21:00 | Zpráva | Swidzinski 15              | Body    | Arbagy 10 |  | Káhira Rozhodčí: Marcel Pfeuti (SUI), Géza Szilágyi (HUN) |

| 17. května 1949 22:30 | Zpráva | Řecko                      | 54 – 41 | Turecko   |  | Káhira Rozhodčí: Vittorio Ugolini (ITA), ??? Rushdy (EGY) |
| 17. května 1949 22:30 | Zpráva | Skóre po poločasech: 20:18 |         |           |  | Káhira Rozhodčí: Vittorio Ugolini (ITA), ??? Rushdy (EGY) |
| 17. května 1949 22:30 | Zpráva | Lambrou 16                 | Body    | Ozturk 21 |  | Káhira Rozhodčí: Vittorio Ugolini (ITA), ??? Rushdy (EGY) |

| 18. května 1949 19:30 | Zpráva | Francie                    | 47 – 33 | Turecko   |  | Káhira Rozhodčí: Vittorio Ugolini (ITA), ??? Zantout (LEB) |
| 18. května 1949 19:30 | Zpráva | Skóre po poločasech: 25:24 |         |           |  | Káhira Rozhodčí: Vittorio Ugolini (ITA), ??? Zantout (LEB) |
| 18. května 1949 19:30 | Zpráva | Guillou 18                 | Body    | Ozturk 12 |  | Káhira Rozhodčí: Vittorio Ugolini (ITA), ??? Zantout (LEB) |

| 18. května 1949 21:00 | Zpráva | Libanon                    | 28 – 38 | Sýrie    |  | Káhira Rozhodčí: André Siéner (FRA), Abdelazim Ashri (EGY) |
| 18. května 1949 21:00 | Zpráva | Skóre po poločasech: 13:16 |         |          |  | Káhira Rozhodčí: André Siéner (FRA), Abdelazim Ashri (EGY) |
| 18. května 1949 21:00 | Zpráva | Fawaz 11                   | Body    | Kodsi 14 |  | Káhira Rozhodčí: André Siéner (FRA), Abdelazim Ashri (EGY) |

| 18. května 1949 22:30 | Zpráva | Nizozemsko                 | 23 – 54 | Egypt           |  | Káhira Rozhodčí: Marcel Pfeuti (SUI), Spyridon Kamizoulis (GRE) |
| 18. května 1949 22:30 | Zpráva | Skóre po poločasech: 10:27 |         |                 |  | Káhira Rozhodčí: Marcel Pfeuti (SUI), Spyridon Kamizoulis (GRE) |
| 18. května 1949 22:30 | Zpráva | Brandt 8                   | Body    | Hafez Ismail 16 |  | Káhira Rozhodčí: Marcel Pfeuti (SUI), Spyridon Kamizoulis (GRE) |

| 19. května 1949 19:30 | Zpráva | Francie                    | 41 – 36 | Řecko       |  | Káhira Rozhodčí: Vittorio Ugolini (ITA), Géza Szilágyi (HUN) |
| 19. května 1949 19:30 | Zpráva | Skóre po poločasech: 32:22 |         |             |  | Káhira Rozhodčí: Vittorio Ugolini (ITA), Géza Szilágyi (HUN) |
| 19. května 1949 19:30 | Zpráva | Guillou 17                 | Body    | Arvanitis 9 |  | Káhira Rozhodčí: Vittorio Ugolini (ITA), Géza Szilágyi (HUN) |

| 19. května 1949 21:00 | Zpráva | Libanon                    | 30 – 57 | Egypt      |  | Káhira Rozhodčí: Marcel Pfeuti (SUI), Spyridon Kamizoulis (GRE) |
| 19. května 1949 21:00 | Zpráva | Skóre po poločasech: 14:28 |         |            |  | Káhira Rozhodčí: Marcel Pfeuti (SUI), Spyridon Kamizoulis (GRE) |
| 19. května 1949 21:00 | Zpráva | Fathallah 10               | Body    | Youssef 11 |  | Káhira Rozhodčí: Marcel Pfeuti (SUI), Spyridon Kamizoulis (GRE) |

| 19. května 1949 22:30 | Zpráva | Sýrie     | 33 – 43 | Turecko   |  | Káhira Rozhodčí: André Siéner (FRA), ??? Tadros (EGY) |
| 19. května 1949 22:30 | Zpráva | Charaf 12 | Body    | Ozturk 22 |  | Káhira Rozhodčí: André Siéner (FRA), ??? Tadros (EGY) |

| 20. května 1949 19:30 | Zpráva | Libanon                    | 22 – 34 | Nizozemsko |  | Káhira Rozhodčí: Vittorio Ugolini (ITA), Abdel-Messih (EGY) |
| 20. května 1949 19:30 | Zpráva | Skóre po poločasech: 13:15 |         |            |  | Káhira Rozhodčí: Vittorio Ugolini (ITA), Abdel-Messih (EGY) |
| 20. května 1949 19:30 | Zpráva | Diarbekirian 6             | Body    | Brandt 7   |  | Káhira Rozhodčí: Vittorio Ugolini (ITA), Abdel-Messih (EGY) |

| 20. května 1949 21:00 | Zpráva | Turecko                    | 44 – 57 | Egypt           |  | Káhira Rozhodčí: Marcel Pfeuti (SUI), Géza Szilágyi (HUN) |
| 20. května 1949 21:00 | Zpráva | Skóre po poločasech: 27:25 |         |                 |  | Káhira Rozhodčí: Marcel Pfeuti (SUI), Géza Szilágyi (HUN) |
| 20. května 1949 21:00 | Zpráva | Ozturk 25                  | Body    | Hafez Ismail 18 |  | Káhira Rozhodčí: Marcel Pfeuti (SUI), Géza Szilágyi (HUN) |

| 20. května 1949 22:30 | Zpráva | Sýrie                      | 45 – 49 | Řecko         |  | Káhira Rozhodčí: Vittorio Ugolini (ITA), Riad Nassir (EGY) |
| 20. května 1949 22:30 | Zpráva | Skóre po poločasech: 24:19 |         |               |  | Káhira Rozhodčí: Vittorio Ugolini (ITA), Riad Nassir (EGY) |
| 20. května 1949 22:30 | Zpráva | Kodsi 18                   | Body    | Taliadoros 20 |  | Káhira Rozhodčí: Vittorio Ugolini (ITA), Riad Nassir (EGY) |

| 21. května 1949 19:30 | Zpráva | Turecko                    | 38 – 24 | Nizozemsko |  | Káhira Rozhodčí: Abdel-Moneim Wahby (EGY), ??? Zantout (LEB) |
| 21. května 1949 19:30 | Zpráva | Skóre po poločasech: 22:16 |         |            |  | Káhira Rozhodčí: Abdel-Moneim Wahby (EGY), ??? Zantout (LEB) |
| 21. května 1949 19:30 | Zpráva | Ozturk 16                  | Body    | Losekoot 7 |  | Káhira Rozhodčí: Abdel-Moneim Wahby (EGY), ??? Zantout (LEB) |

| 21. května 1949 21:00 | Zpráva | Egypt                      | 50 – 39 | Řecko       |  | Káhira Rozhodčí: Marcel Pfeuti (SUI), Vittorio Ugolini (ITA) |
| 21. května 1949 21:00 | Zpráva | Skóre po poločasech: 15:20 |         |             |  | Káhira Rozhodčí: Marcel Pfeuti (SUI), Vittorio Ugolini (ITA) |
| 21. května 1949 21:00 | Zpráva | Youssef 14                 | Body    | Mattheou 10 |  | Káhira Rozhodčí: Marcel Pfeuti (SUI), Vittorio Ugolini (ITA) |

| 21. května 1949 22:30 | Zpráva | Francie                    | 56 – 22 | Sýrie    |  | Káhira Rozhodčí: Vittorio Ugolini (ITA), ??? Katz (EGY) |
| 21. května 1949 22:30 | Zpráva | Skóre po poločasech: 25:12 |         |          |  | Káhira Rozhodčí: Vittorio Ugolini (ITA), ??? Katz (EGY) |
| 21. května 1949 22:30 | Zpráva | Devoti 15                  | Body    | Kodsi 12 |  | Káhira Rozhodčí: Vittorio Ugolini (ITA), ??? Katz (EGY) |

| 22. května 1949 19:00 | Zpráva | Turecko                    | 48 – 41 | Libanon  |  | Káhira Rozhodčí: Marcel Pfeuti (SUI), André Siéner (FRA) |
| 22. května 1949 19:00 | Zpráva | Skóre po poločasech: 20:25 |         |          |  | Káhira Rozhodčí: Marcel Pfeuti (SUI), André Siéner (FRA) |
| 22. května 1949 19:00 | Zpráva | Ozturk 20                  | Body    | Mamou 13 |  | Káhira Rozhodčí: Marcel Pfeuti (SUI), André Siéner (FRA) |

| 22. května 1949 20:30 | Zpráva | Francie                    | 36 – 57 | Egypt    |  | Káhira Počet diváků: 5 000 Rozhodčí: Vittorio Ugolini (ITA), Géza Szilágyi (HUN) |
| 22. května 1949 20:30 | Zpráva | Skóre po poločasech: 16:36 |         |          |  | Káhira Počet diváků: 5 000 Rozhodčí: Vittorio Ugolini (ITA), Géza Szilágyi (HUN) |
| 22. května 1949 20:30 | Zpráva | Buffiere 9                 | Body    | Saleh 16 |  | Káhira Počet diváků: 5 000 Rozhodčí: Vittorio Ugolini (ITA), Géza Szilágyi (HUN) |

## Soupisky
1.  Egypt
| - Hussein Kamel Montasser - Nessim Salah el-Dine - Fouad Abdelmeguid el-Kheir | - Albert Fahmi Tadros - Wahid Chafiq Saleh - Gabriel Armand Catafago | - Abdelrahman Hafez Ismail - Youssef Mohammed Abbas - Mohammed Ali el-Rashidi | - Youssef Kamal Abouaouf - Medhat Mohammed Youssef - Mohammed Mahmoud Soliman |

- Trenér: Carmine Paratore

2.  Francie
| - André Buffière - Jean Perniceni - Jean Świdziński - René Chocat | - Jean-Pierre Salignon - Robert Busnel - Jacques Dessemme - André Vacheresse | - Louis Devoti - Maurice Desaymonnet - Jacques Favory | - Fernand Guillou - Jacques Freimuller - Marc Quiblier |

- Hrající trenér: Robert Busnel

3.  Řecko
| - Takis Taliadoros - Sokratis Apostolidis - Alekos Apostolidis - Stelios Arvanitis | - Nikos Skylakakis - Nikos Nomikos - Giannis Lambrou | - Nikos Bournelos - Alekos Spanoudakis - Nikos Milas | - Thanassis Kostopoulos - Fedon Mattheou - Missas Pantazopoulos |

- Trenér: Georgios Karatzopoulos

4.  Turecko
| - Avram Barokas - Sacit Seldüz - Tevfik Tankut - Haşim Tankut | - Hüseyin Öztürk - Jak Habib - Candaş Tekeli - Ali Uras | - Erdoğan Partener - Ayduk Koray - Mehmet Ali Yalım | - Samim Göreç - Vitali Benazus - Hazday Penso |

5.  Nizozemsko
| - Jaap van Veen - Bob van der Valk - Tom Losekoot | - Tan Eng Hau - Henk Koper - Joop Koper | - Wim van Someren - Henk van de Broek | - Jan Hille - Freek Brandt |

- Trenér: Dick Schmüll

6.  Sýrie
| - ??? Shawki - ??? Khayat - ??? Nashawi | - Fo Habash - ??? Abouhitian - ??? Qoudsi | - ??? Sharaf - Fe Habash - ??? Shukri | - ??? Nael - ??? Mashnouq - ??? Tinawi |

7.  Libanon
| - Shawqi Rababi - Marcel Harfouche - Wadih Fawaz - Khalil Mekkawi | - Gabriel Arbaji - ??? Berberian - Albert Mamou - Christo Georgio | - ??? Dergarabedian - ??? Fathallah - Saadeddine Itani | - Jean Diarbekirian - Ibrahim Dabbous - Ahmed Idilbi |